# Akhtuba
Akhtuba (russisk: Ахтуба, tr. Akhtuba; også oversat Achtuba på nogle kort) er en venstreforgrening af Volgafloden.
Akhtuba udgrener sig fra Volga over byen Volgograd, og strømmer mod Volgadeltaet og Det Kaspiske Hav. Den gamle udgrening af Akhtuba blev blokeret af dæmningen ved Volgogradreservoiret; nu strømmer forgreningen fra Volga via en 6,5 km lang kanal, der udgår efter dæmningen. Floden er 537 km lang; den gennemsnitlige vandstrøm er 153 m³/sek.
Byerne Volzjskij (ved begyndelsen af forgreningen), Leninsk, Znamensk, Akhtubinsk, Kharabali ligger inden for 5 km fra Akhtuba. Den Gyldne Hordes hovedstad, Saraj, var sandsynligvis placeret ved Akhtuba, ikke langt fra Kharabali.
Området mellem Volga og Akhtuba er kendt som Volga-Akhtuba-sletten, og er et af Ruslands vigtigste grønsagsområder. Det er især kendt for sine vandmeloner, der forbruges i Rusland.